# Pynes Town District
Pynes Town District är ett distrikt i Liberia.   Det ligger i regionen Sinoe County, i den sydöstra delen av landet, 260 km öster om huvudstaden Monrovia.